# Zasłonak strojny

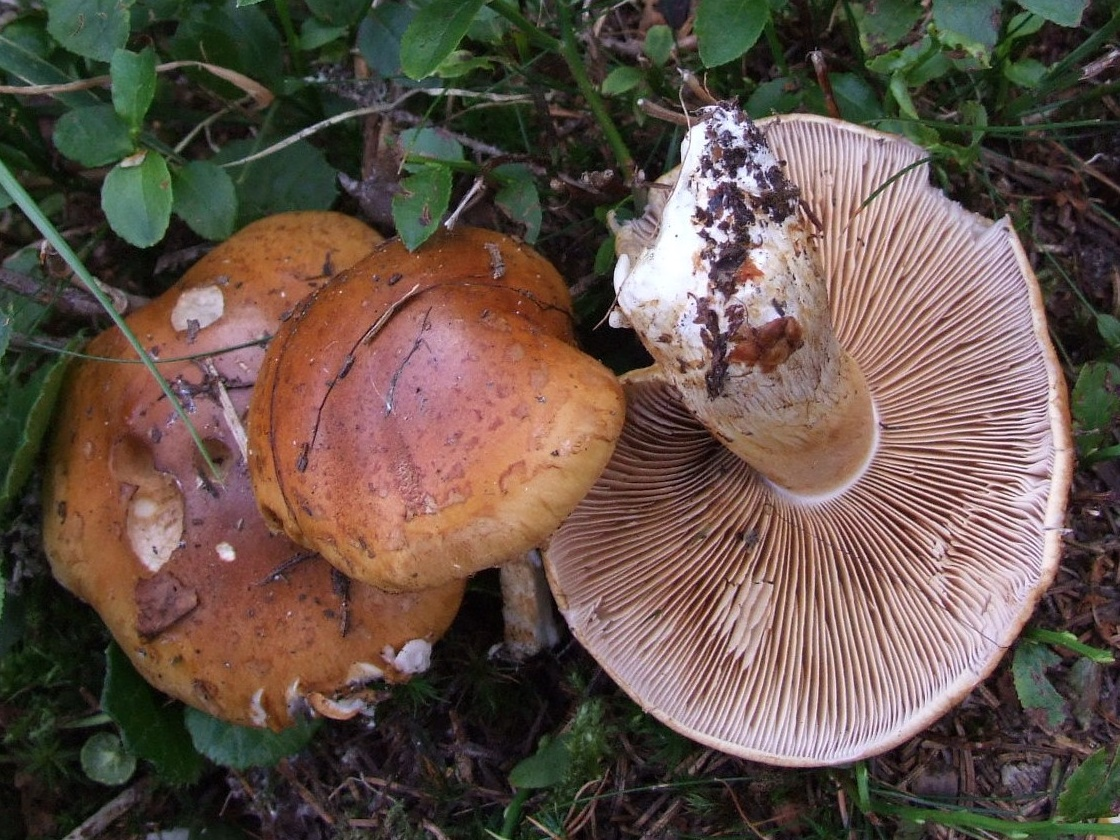

Zasłonak strojny (Calonarius callochrouss (Pers.) Niskanen & Liimat.) – gatunek grzybów należący do rodziny zasłonakowatych (Cortinariaceae).

## Systematyka i nazewnictwo
Pozycja w klasyfikacji według Index Fungorum: Calonarius, Cortinariaceae, Agaricales, Agaricomycetidae, Agaricomycetes, Agaricomycotina, Basidiomycota, Fungi.
Po raz pierwszy takson ten zdiagnozował w 1801 r. Christian Hendrik Persoon nadając mu nazwę Agaricus callochrous. Obecną, uznaną przez Index Fungorum nazwę nadał mu w 1821 r. Samuel Frederick Gray.
Synonimów naukowych ma ponad 30. Niektóre z nich:
- Cortinarius callochrous (Pers.) Gray 1821
- Cortinarius haasii var. quercus-ilicicola A. Ortega 2008[2]

Nazwę polską podał Andrzej Nespiak w 1975 r. Jest niespójna z aktualną nazwą naukową.

## Morfologia
Kapelusz
Średnica 4- 7 cm, za młodu jest półkulisty, z czasem staje się płaskołukowaty i nieco wklęsły na środku. Brzeg ostry. Kolor od jasnożółtego do ochrowobrązowego. W środku jest nieco ciemniejszy. Skórka w czasie suchej pogody jest matowa i sucha, w czasie wilgotnej śliska i błyszcząca.
Blaszki
Szerokie i wąsko przyrośnięte. U różnych odmian mają kolor od kremowego przez różowofioletowy do brudnoróżowego.
Trzon
Wysokość 3–6 cm, grubość 7–15 mm. Jest pełny, walcowaty i kruchy, górą brudnoróżowofioletowy, poza tym szarobiały. Posiada bulwę o wielkości do 3 cm. Osłona bulwy na jej obrzeżu jest zwykle żółtawa.
Miąższ
Białawy, u niektórych odmian różowofioletowy. Ma łagodny smak, a starsze okazy ziemisty zapach.
Gatunki podobne
Istnieje wiele podobnych gatunków zasłonaków o ubarwieniu w odcieniach żółtego koloru, np. zasłonak kleisty (Cortinarius mucosus), zasłonak śluzowaty (Cortinarius collinitus), zasłonak elegancki (Cortinarius elegantior) i inne. Najbardziej charakterystyczną cechą zasłonaka strojnego jest bulwa u nasady trzonu.

## Występowanie i siedlisko
Notowany jest w Ameryce Północnej i w Europie. W Europie Środkowej występuje w rozproszeniu. W Polsce jego rozprzestrzenienie i częstość występowania nie są znane. W piśmiennictwie naukowym do 2003 r. na terenie Polski podano jego występowanie tylko w Ojcowskim i Pienińskim Parku Narodowym.
Niektóre odmiany występują w lasach liściastych, niektóre w iglastych, przeważnie na glebach zasadowych.

## Znaczenie
Grzyb niejadalny. Nieznana jest wartość spożywcza tego gatunku. Ponieważ jednak wśród zasłonaków liczne gatunki są trujące lub niejadalne, również zasłonaka strojnego należy uważać za niejadalnego.